# Saint-Ulphace

Saint-Ulphace este o comună în departamentul Sarthe, Franța. În 2009 avea o populație de 235 de locuitori.